# 铜溪镇
铜溪镇，是中华人民共和国重庆市合川区下辖的一个乡镇级行政单位。

## 行政区划
铜溪镇下辖以下地区：
铜溪社区、纱帽村、板桥村、袁桥村、圣灯村、锣山村、鞍子村、弯桥村、皂角村和金沙村。